# Mühldorf am Inn
Mühldorf là một thị xã ở bang Bayern, Đức, và là trung tâm hành chính của Mühldorf (huyện) nằm cạnh sông Inn.